# Mortemer (Seine-Maritime)
Mortemer település Franciaországban, Seine-Maritime megyében. Lakosainak száma 90 fő (2022. január 1.). Mortemer Auvilliers, Bouelles, Flamets-Frétils, Graval, Nesle-Hodeng és Sainte-Beuve-en-Rivière községekkel határos.

## Népesség
A település népességének változása:
| Lakosok száma | 90   | 82   | 83   | 83   | 84   | 83   | 86   | 87   | 90   |
|               | 2013 | 2015 | 2016 | 2017 | 2018 | 2019 | 2020 | 2021 | 2022 |